# Trương Trí Lâm
Trương Trí Lâm có tên tiếng Anh là Julian Cheung (sinh ngày 27 tháng 8 năm 1971 tại North Point, Hồng Kông thuộc Anh) là một nam diễn viên truyền hình, diễn viên điện ảnh, ca sĩ kiêm nhạc sĩ nổi tiếng người Úc gốc Hồng Kông. Anh từng là diễn viên độc quyền của hãng TVB. 
Trương Trí Lâm được khán giả biết đến qua vai diễn Quách Tĩnh trong bộ phim truyền hình TVB Anh hùng xạ điêu và Văn Sơ trong bộ phim Đường Về Hạnh Phúc. Bộ phim "Đường Về Hạnh Phúc" đã giúp anh giành được 2 giải thưởng tại Lễ trao giải TVB năm 2000 là giải Nhân vật Truyền hình được yêu thích và Cặp Đôi Màn Ảnh được yêu thích nhất (với Xa Thi Mạn). Năm 2012, với vai diễn Captain Cool Cố Hạ Dương trong Bao la vùng trời 2, anh một lần nữa nhận được giải Nhân vật được yêu thích nhất taị Lễ trao giải TVB.
Trương Trí Lâm bắt đầu sự nghiệp ca hát với album đầu tay phát hành năm 1991, và nổi tiếng với ca khúc "Modern Love Story" song ca với Hứa Thu Di. Năm 1992, anh nhận được giải thưởng Nghệ sĩ Mới xuất sắc nhất (giải Đồng) tại Lễ trao giải Kình Ca Kim Khúc (Jade Solid Gold Best Ten Music Awards Presentation) của TVB. Năm 2011, ca khúc "In Love with an Extraterrestrial" của anh giành được giải thưởng Top 10 Bài Hát Của Năm ở cả hai giải thưởng âm nhạc lớn của Hong Kong là TVB và RTHK.

## Tiểu sử
Trương Trí Lâm sinh ra tại Hồng Kông. Anh học tiểu học và trung học tại các trường nam sinh tại Hồng Kông. Anh sinh ra trong gia đình nghèo có ba, mẹ, một chị gái và một người em gái cùng mẹ khác cha. Thuở nhỏ cả gia đình tứ đại đồng đường anh phải sống trong căn nhà chỉ có 20 mét vuông, cuộc sống vô cùng khó khăn. Gia đình anh có truyền thống về nghệ thuật: mẹ từng đoạt giải trong cuộc thi sắc đẹp, chú là một diễn viên hài nổi tiếng, còn chị họ là ngôi sao ca nhạc. Năm 13 tuổi, cha mẹ anh ly dị, anh và cha đã di dân đến Australia năm anh 15 tuổi. Anh học tại trường Pendle Hill high school. Năm 1986, cha mẹ anh tái hôn nhưng sau đó lại ly dị lần hai. Lúc nhỏ, nhận thấy con trai có năng khiếu về diễn xuất và ca hát, nên cha anh đã đăng ký cho anh học tại một trường học diễn xuất.

## Sự nghiệp
Năm lên 8 tuổi, nhờ gương mặt bụ bẫm, dễ thương Trương Trí Lâm đã được mời đóng nhiều mẫu quảng cáo cho nhiều sản phẩm về trà xanh, phô mai... Đến năm 1990, khi anh 19 tuổi, trở về Hồng Kông trong dịp hè, người chị họ của anh đã giới thiệu anh với Tony, sau đó trở thành người quản lý của anh. Tony đã ấn với giọng hát của anh, ngay lập tức giúp anh ký hợp đồng với hãng IFP và bắt đầu đào tạo anh. Sau đó Trương thu âm single đầu tay song ca với Hứa Thu Di. Single đầu tay được công ty Fitto phát hành vào năm 1991 đã đạt được thành công lớn. Single này đã lọt vào top những album bán chạy nhất trên bảng xếp hạng những album bán chạy nhất của IFPI và cho đến nay nó vẫn là kỷ lục dành cho nghệ sĩ mới.
Cùng năm, Trương ký hợp đồng làm diễn viên với TVB và tham gia đóng vai đầu tiên trong bộ phim Xung thiên tiểu tử vào năm 1992. Một năm sau đó, anh đóng bộ phim điện ảnh đầu tiên A Warrior's Tragedy. Trương bắt đầu nổi tiếng khi đóng vai Quách Tĩnh trong phim Anh hùng xạ điêu phiên bản làm lại năm 1994. Bộ phim này đã giúp anh trở thành một trong những diễn viên được yêu thích nhất vào thời điểm đó. Năm 1996, anh tham gia đóng chính trong phim kinh điển nổi tiếng của TVB Thiên địa nam nhi, vai La Tử Kiện của anh đã được khán giả khen ngợi và tán dương nhờ diễn xuất ấn tượng của anh, vai diễn này cũng giúp anh trở thành một cái tên của mọi nhà và giúp sự nghiệp của anh được thăng tiến trong nền công nghiệp giải trí của Hồng Kông.
Sau thành công của Thiên địa nam nhi vào năm 1997, anh rời TVB và chuyển hướng sang điện ảnh với các phim như Perfect Match và Comic King. Năm 2000, anh quay trở lại TVB với vai diễn ấn tượng Văn Sơ trong phim Đường về hạnh phúc, bộ phim đã đạt được rating cao nhất của Hồng Kông từ trước đến nay với 46 điểm cùng với diễn xuất ăn ý với hoa đán nổi tiếng của TVB Xa Thi Mạn. Vai trò diễn viên của anh càng ngày càng được nâng cao và khẳng định không chỉ tại Hồng Kông và các nước khác trong khu vực châu Á như: Singapore, Malaysia, Việt Nam, Thái Lan, Đài Loan và Trung Quốc. Nhờ vai diễn Văn Sơ anh nhận được 3 giải quan trọng trong lễ trao giải thưởng thường niên của TVB: nhân vật truyền hình được yêu thích, giải cặp đôi được yêu thích với Xa Thi Mạn và nhạc phim được yêu thích nhất. Năm 2003, anh tiếp tục thắng giải nhân vật truyền hình được yêu thích với Vai Dương Quang trong Chuyên gia đàm phán. Diễn xuất ấn tượng của anh trong lần tái hợp với Xa Thi Mạn trong phim Thiếu gia vùng Tây Quan vào năm 2004 giúp họ chiến thắng cặp đôi màn ảnh tại giải thưởng Astro Awards 2005 tại Malaysia. Trương cũng đạt được thành công tại thị trường Đại Lục với các phim như: Nghịch Thủy Hàn, Lục Tiểu Phụng, Hồng phấn....
Năm 2012, anh quay lại TVB với phim bom tấn của TVB Bao la vùng trời 2. Vai diễn Captain Cool (Cố Hạ Dương) đã đạt thành công ngoạn mục, giúp tên tuổi của anh được hâm nóng trở lại, trở thành một trong những sao nam hot nhất hiện nay.
Live concert đầu tiên của anh tại Hong Kong Coliseum đã được tổ chức vào ngày 27/3/2011 với tên gọi là I Am An Alien. Vào ngày 6/7/2014, anh đã tổ chức buổi hòa nhạc thứ 2 tại Hong Kong Coliseum với sân khấu được thiết kế bốn mặt, với tên gọi Crazy Hours.
Năm 2019, Trương Trí Lâm nhận nhiều sự quan tâm khi tham gia show thực tế phát trực tuyến Chuyến du lịch lãng mạn của vợ cùng Viên Vịnh Nghi.
Năm 2021, Trương Trí Lâm tham gia vào chương trình Anh trai vượt mọi chông gai, phát sóng trên Mango TV cùng với 30 nam nghệ sĩ khác trong đó có Trần Tiểu Xuân, Tạ Thiên Hoa, Lâm Hiểu Phong, Lương Hán Văn. Trong chương trình anh gây ấn tượng mạnh với màn trình diễn Chuyện Cũ Chỉ Còn Là Dư Vị. Nhờ được khán giả hưởng ứng lớn, năm tài tử tiếp tục ghi hình thực tế mới, đắt show quảng cáo, sự kiện.

## Đời tư
Trương Trí Lâm đã kết hôn với nữ diễn viên Hồng Kông Viên Vịnh Nghi. Họ có với nhau một cậu con trai sinh năm 2006. Mối quan hệ giữa họ bắt đầu từ những năm 1990, khi họ gặp nhau tại làng giải trí Hồng Kông trong một MV ca nhạc mà họ làm cùng nhau và khi đó, họ đang ở đỉnh cao sự nghiệp trong làng giải trí Hồng Kông. Và sau cùng đến năm 1994, họ công khai mối quan hệ của mình. Họ bí mật kết hôn vào năm 2001 tại San Francisco, California. Vào năm 2021, Viên Vịnh Nghi từng nói rằng họ đã cố gắng có thêm một đứa con nữa, nhưng mọi nỗ lực đều thất bại bao gồm cả việc thụ tinh trong ống nghiệm.
Năm 2018, Trương Trí Lâm đăng ký hiến tạng, tủy xương. Anh còn chăm chỉ tập gym để khỏe mạnh, bảo vệ cơ thể.

## Các phim đã đóng

### Phim truyền hình
| Năm  | Tên phim                      | Vai diễn                   | Ghi chú                                                                               |
| ---- | ----------------------------- | -------------------------- | ------------------------------------------------------------------------------------- |
| 1992 | Xung Thiên Tiểu Tử            | Cheung Pui-chun            |                                                                                       |
| 1993 | Cửu âm chân kinh              | Trần Huyền Phong           |                                                                                       |
| 1994 | Mối Tình Thượng Hải           | Nhậm Hồng Phi              |                                                                                       |
| 1994 | Anh hùng xạ điêu              | Quách Tĩnh                 |                                                                                       |
| 1995 | Thiên Tử Đồ Long              | Khang Hy                   |                                                                                       |
| 1996 | Thiên Địa Nam Nhi             | La Tử Kiện                 |                                                                                       |
| 1999 | Nữ Hiệp Sĩ Tóc Trắng          | Trác Nhất Hàn              |                                                                                       |
| 2000 | Đường Về Hạnh Phúc            | Văn Sơ                     | Đề cử giải Nam diễn viên xuất sắc nhất                                                |
| 2000 | Bài trừ ma túy                | Giang Địch Huy             |                                                                                       |
| 2001 | Như Lai Thần Chưởng           | Đoàn Phi                   |                                                                                       |
| 2002 | Tiểu Tử Học Làm Quan          | Trương Phú Quý             |                                                                                       |
| 2002 | Chuyên gia đàm phán           | Dương Quan                 | Đề cử giải Nam diễn viên xuất sắc nhất                                                |
| 2003 | Giây Phút Sinh Tử             | Lý Hoại                    |                                                                                       |
| 2003 | Thiếu Gia Vùng Tây Quan       | Châu Thiên Tứ              |                                                                                       |
| 2004 | Nghịch Thủy Hàn Kiếm          | Thích Thiếu Thương         |                                                                                       |
| 2004 | Đội Hành Động Liêm Chính 2004 | Wong Kai-chung             |                                                                                       |
| 2004 | Sự Thật Của Bóng Tối          | Hạ Tùng Âm/Võ Tòng         | Đề cử giải Nam diễn viên xuất sắc nhất                                                |
| 2006 | Mỹ Lệ Tân Thiên Địa           |                            |                                                                                       |
| 2007 | Hồng Phấn                     | Pu Jiawei                  |                                                                                       |
| 2007 | Lục Tiểu Phụng truyền kỳ      | Lục Tiểu Phụng             |                                                                                       |
| 2007 | Long Môn Dịch Trạm            | Xun Chengma                |                                                                                       |
| 2010 | Kẻ thắng làm vua              | Phù Kim Bảo                |                                                                                       |
| 2011 | Ván Bài Gia Nghiệp            | Ngư Chí Doanh              | Đề cử giải Nam diễn viên xuất sắc nhất Đề cử nhân vật truyền hình được yêu thích nhất |
| 2011 | Đội Hành Động Liêm Chính 2011 | Yeung Kwok-chu             |                                                                                       |
| 2013 | Bao La Vùng Trời II           | Cố Hạ Dương (Captain Cool) | Đề cử giải Nam diễn viên xuất sắc nhất Đề cử nhân vật truyền hình được yêu thích nhất |
| 2022 | Danh tiếng gia tộc            | Mã Triển Hồng              |                                                                                       |

### Phim điện ảnh
| Năm  | Tên phim                    | Vai                       | Ghi chú                       |
| ---- | --------------------------- | ------------------------- | ----------------------------- |
| 1993 | Legend of the Liquid Sword  | Prince                    | cameo                         |
| 1993 | Biên thành lãng tử          | Swift Sword               |                               |
| 1994 | Right Here Waiting...       | Albert                    |                               |
| 1995 | Happy Hour                  | Cheung Pak-seung          |                               |
| 1995 | Tragic Commitment           | Alex Wong                 |                               |
| 1995 | Highway Man                 | Chiu Chi-chung            |                               |
| 1996 | Banana Club                 |                           |                               |
| 1996 | Those Were the Days         | Chan Yan-kin              |                               |
| 1996 | To Be No. 1                 | Fei Chuen                 |                               |
| 1996 | Best of the Best            | Coolman Ho                |                               |
| 1997 |                             | Mo Yan-dung               |                               |
| 1997 | Theft Under the Sun         | Leung Ka-ho               |                               |
| 1997 | Option Zero                 | Ben                       |                               |
| 1998 | Love and Let Love           | Cliff                     |                               |
| 1998 | The Suspect                 | Max Mak                   |                               |
| 1998 | Extreme Crisis              | Insp. Ken Cheung          |                               |
| 2000 | Bruce Law Stunts            | himself                   | Documentary                   |
| 2000 | Dragon Heat                 |                           |                               |
| 2000 | The Island Tales            | Han                       |                               |
| 2000 | And I Hate You So           | Yuen Cheng-hau            |                               |
| 2000 | Perfect Match               | Edmond                    |                               |
| 2000 | Twilight Garden             | Chi                       |                               |
| 2001 | Hoạt họa phong vân          | Nhiếp Phong               |                               |
| 2001 | Martial Angels              | Lok Chi-yang              |                               |
| 2001 | Esprit D'Amour              | Joe Chan                  |                               |
| 2001 | Blue Moon                   | Officer Chung / Kit       |                               |
| 2001 | Stowaway                    | Châu Đại Phúc             |                               |
| 2001 | The Replacement Suspects    | Rick                      |                               |
| 2002 | Huynh đệ tình thâm          | Trương Gia Trạch          |                               |
| 2002 | Possessed                   | James                     |                               |
| 2005 | Bar Paradise                | Beauty's bodyguard        |                               |
| 2006 | Ngọa hổ trầm luân           | Tommy                     |                               |
| 2006 | Heavenly Mission            | Lawyer Ma                 |                               |
| 2007 | Love to be Found in Nowhere |                           |                               |
| 2007 | Nhân tại giang hồ           | Chat / Seven              |                               |
| 2007 | Kidnap                      | Chow Siu-chi              |                               |
| 2009 | Hồn về đòi mạng             | Pony                      |                               |
| 2012 | Natural Born Lovers         | Taylor                    |                               |
| 2013 | The Grandmaster             | opera singer              |                               |
| 2013 | Born to Love You            |                           |                               |
| 2013 | Time Lapse                  |                           | mini movie for Georgia Coffee |
| 2014 | Bạch Hồ                     | Vương Nguyên Phong        |                               |
| 2015 | Bao la vùng trời            | Jayden Koo (Captain Cool) |                               |
| 2015 | You Are the One             |                           |                               |
| 2015 | Đường về hạnh phúc          |                           |                               |
| 2015 | Z Storm II                  |                           |                               |

## Các album đã phát hành
Anh từng thu âm nhiều album bằng cả tiếng Quảng Đông và tiếng Phổ thông. Anh cũng từng hợp tác với nhiều hãng đĩa thu âm như: He has recorded albums in both Cantonese and Mandarin. He has been with various record labels, such as Fitto Entertainment, Sony Music, EMI (chỉ phát hành album tiếng quảng đông), Rock Records (chỉ phát hành album tiếng Phổ thông), Cinepoly Records (chi nhánh của hãngUniversal Music Hong Kong), Starj & Snazzvà Neway Star.
- Modern Love Story (1991) (album song ca với Hứa Thu Di)

Ghi chú: Album sau đó được hãng EMI và Warner Music phát hành lại.
- Make Me Happy(1992)
- Miss You Much (1993)
- Love at Creation Times (1994)
- CHILAM (1994)
- Love Played A Joke on Us(1995)
- Thanks For Your Concern (1995)
- Cold Blood Warm Heart Compilation (1996)
- Insincere(1996)
- Smile With Tears Single(1996)
- I Love You Too (1997)
- Best of the Best 22 Songs(1997)
- Black Temptation (1997)
- Yes or No(1998)
- Monsieur Enfant EP(1999)
- Chi Lam Love Collection (1999)
- Tian Di Nan Er (1999)
- Moonlight / Return of the Cuckoo Original Soundtrack (2000)
- Ten Fingers Interlocked(2000)
- Ten Fingers Interlocked Special Edition (2001)
- California Red 903 Live in Concert (Video) (2001)
- EMI Best Music Collection (2002)
- Love & Dream(2003)
- I Am Chilam (2009)
- I AM CHILAM 2nd Version (2009)
- What is Love (2011)
- Like A Song (single) (2013)
- DEJA VU (2014)

## Giải thưởng
- TVB Star Award Malaysia 2013 – Nhân vật truyền hình được yêu thích nhất – Bao la vùng trời 2
- TVB Star Award Malaysia 2013 – Top 15 Nhân vật truyền hình được yêu thích nhất – Bao la vùng trời 2
- Starhub 2013: Nhân vật truyền hình được yêu thích nhất – Bao la vùng trời 2
- Starhub 2011: Cặp đôi được yêu thích nhất – với Hồ Hạnh Nhi – The Rippling Blossom
- Starhub 2011: Nhân vật truyền hình được yêu thích nhất – The Rippling Blossom
- Jade Solid Gold 2009: Cặp đôi xuất sắc (Silver) với Hồ Hạnh Nhi
- Metro Radio Hits Music Awards 2009 － Cặp đôi xuất sắc với Hồ Hạnh Nhi
- Metro Radio Hits Music Awards 2009 – Best Karaoke Song
- CTV's 7th Lily Awards: Nam diễn viên nổi tiếng nhất (2007)
- Astro Awards 2005: Cặp đôi được yêu thích nhất với Xa Thi Mạn phim Thiếu gia vùng Tây Quan
- Astro Awards 2005: Nhân vật truyền hình được yêu thích nhất – Châu Thiên Tứ phim Thiếu gia vùng Tây Quan
- Astro Awards 2005: Nhạc phim hay nhất – Love Has No Dreams phim Thiếu gia vùng Tây Quan
- 36th TVB Anniversary Awards: "Top 12 Nhân vật truyền hình được yêu thích nhất" – Dương Quang của Chuyên gia đàm phán (2003)
- Publication Weekly Television Awards: Nhạc phim hay nhất – Wishing Kwan Well phim Đường về hạnh phúc (2001)
- Publication Weekly Television Awards: Top 10 nghệ sĩ truyền hình được yêu thích nhất – #9 (2001)
- Jade Solid Gold: Most Popular Adapted Song Performance Grand Prize – Wishing Kwan Well phim Đường về hạnh phúc (2001)
- Singapore's Friday Publication Weekly Student Idol Voting: Diễn viên nước ngoài được yêu thích nhất (2000–2001)
- New City Station: giải Karaoke Song Grand Prize cho ca khúc Wishing Kwan Well phim Đường về hạnh phúc (2000)
- 33rd TVB Anniversary Awards: Cặp đôi được yêu thích nhất cùng với Xa Thi Mạn trong phim Đường về hạnh phúc (2000)
- 33rd TVB Anniversary Awards: "Top 10 Nhân vật truyền hình được yêu thích nhất' vai Văn Sơ trong phim Đường về hạnh phúc (2000)
- Một trong 10 nghệ sĩ nổi tiếng nhất thiên niên kỷ(2000)
- 3rd Jade Solid Gold: Top 10 bài hát của năm – Wishing Kwan Wellphim Đường về hạnh phúc (2000)
- Singapore Yes93: Top 3 bài hát vàng – You Mei You (有没有) Have it or Not (1999)
- Singapore's Friday Publication Weekly Student Idol Voting: Top 10 diễn viên nổi tiếng nhất, Top 10 nghệ sĩ điện ảnh nổi tiếng nhất, Top 10 diễn viên điện ảnh nổi tiếng nhất vàTop 10 diễn viên truyền hình nước ngoài nổi tiếng nhất (1998–1999)
- 1st Annual Top 10 Movie Theme Songs Award: Lofty Once in a Lifetime phim "To Be No. 1" (1997)
- Commercial Radio Chit Chat Pop Chart: Nam nghệ sĩ mới xuất sắc nhất – giải bạc (1993)
- Hit Radio:Nam ca sĩ mới xuất sắc nhất (1993)
- TVB's Jade Solid Gold: Nam nghệ sĩ mới xuất sắc nhất – giải đồng (1992–1993)
- Metro Radio: Tài năng trẻ xuất sắc nhất (1992)
- CRHK2 New Generation Show:Trình diễn xuất sắc nhất (1992)
- 1991 Jade Solid Gold: Top 10 bài hát của năm (Modern Love Story, song ca với Hứa Thu Di)